# Rajmund Jaworowski
Rajmund Jaworowski, ps. Świętopełk (ur. 31 sierpnia 1885 w Birzule, zm. 24 kwietnia 1941 w Warszawie) – działacz Polskiej Partii Socjalistycznej i Organizacji Bojowej PPS, współpracownik Józefa Piłsudskiego, kawaler Orderu Virtuti Militari. Radny Warszawy od 1917 do 1931, zaś od 1927 przewodniczący Rady Miejskiej Warszawy. Poseł na Sejm I i II kadencji w II Rzeczypospolitej.

## Życiorys
Syn Witolda, właściciela ziemskiego, i Józefy z domu Szechlegel. W trakcie nauki w gimnazjum w Kijowie wstąpił w 1901 do kółka socjalistycznego związanego z PPS. W 1903 zbiegł do Lwowa, gdy w czasie rewizji znaleziono u niego skład bibuły. We Lwowie przystąpił do organizacji studenckiej „Nieprzejednani”, przygotowującej kadry do walki powstańczej. Pracował w laboratorium wytwarzającym materiały wybuchowe. W 1904 został członkiem PPS.
Po ukończeniu krakowskiej szkoły bojowej w 1905 był członkiem Organizacji Bojowej PPS. Został skierowany jako instruktor OB do Kalisza. Po zdekonspirowaniu przeniesiony do Łodzi, gdzie uczestniczył w kilku akcjach bojowych. Ranny podczas nieudanego zamachu na pociąg k. Grodziska, brał udział w przygotowaniach do zamachu na generała-gubernatora Skałona.
Od 1906 w szeregach PPS – Frakcji Rewolucyjnej, uczestniczył w IX Zjeździe PPS. Działał jako okręgowiec w Częstochowie i Zagłębiu. W 1907 na konferencji w Radomiu aresztowany wraz z uczestnikami, uwięziony, a następnie skazany na 2 lata zesłania do Surgutska w guberni tobolskiej.
W 1909 powrócił do Krakowa, gdzie został członkiem Wydziału Organizacyjnego PPS (b. PPS – Frakcji Rewolucyjnej), wstąpił także do Związku Walki Czynnej. Ukończył kurs wyższy (szkołę oficerską). Był jednym z 66 słuchaczy kursu odznaczonych przez Józefa Piłsudskiego znakiem oficerskim – tzw. „Parasolem”. Reprezentował PPS (jako zastępca delegata) w Komisji Skonfederowanych Stronnictw Niepodległościowych.

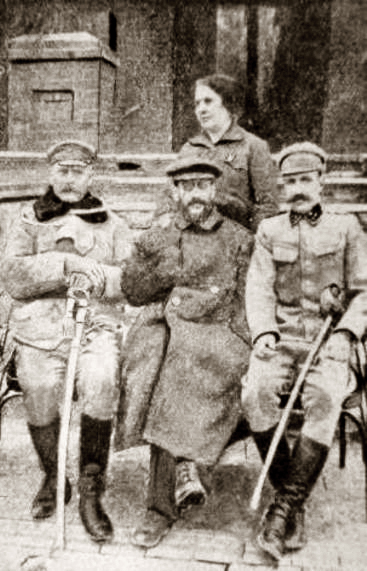
Rajmund Jaworowski (po lewej) z Teresą i Feliksem Perlami oraz Tomaszem Arciszewskim (po prawej)

W okresie I wojny światowej służył w Legionach Polskich. Był komendantem oddziału wywiadowczego. Brał udział w bitwach: pod Kielcami, Nowym Korczynem, Opatowem, Konarami, Ożarowem, Sitkowicami. Oddelegowany do pracy w Lublinie, organizował tam Polską Organizację Wojskową. Uczestniczył też w organizacji ruchu chłopskiego. Następnie powrócił do Legionów. Po 1917 przeszedł do działań nielegalnych w Warszawie.
Od 1918 organizował Warszawski Okręgowy Komitet Robotniczy. Na XIV Zjeździe PPS w listopadzie 1918 wszedł w skład Centralnego Komitetu Robotniczego. Działał w Radach Delegatów Robotniczych, w 1919 został ich  przewodniczącym.
We wrześniu 1918 został przewodniczącym Warszawskiego OKR PPS i pełnił tę funkcję nieprzerwanie do 1928. W lutym 1917 został wybrany radnym Warszawy i do 1927 pełnił funkcję wiceprzewodniczącego.
W czasie wojny polsko-bolszewickiej w 1920 został członkiem Wydziału Wojskowego PPS i wszedł w skład powołanego 5 sierpnia 1920 Robotniczego Komitetu Obrony Warszawy. Z jego inicjatywy organizowano Robotniczy Pułk Obrony Warszawy. Jako ochotnik wstąpił do wojska i został przydzielony do batalionu zapasowego 5 pułku piechoty Legionów. Zdemobilizowany w grudniu 1920. Zweryfikowany w stopniu kapitana ze starszeństwem z dniem 1 czerwca 1919. W 1924 zajmował 28. lokatę na liście starszeństwa oficerów rezerwowych piechoty i był oficerem rezerwy 5 pp Leg. Dziesięć lat później zajmował 4 lokatę, pozostawał w ewidencji Powiatowej Komendy Uzupełnień Warszawa Miasto III z przydziałem mobilizacyjnym do Oficerskiej Kadry Okręgowej Nr I w Warszawie.
W 1919 i 1920 dokooptowany do Rady Naczelnej PPS. Od 1921 był w składzie Centralnego Komitetu Wykonawczego (od stycznia 1926 był wiceprzewodniczącym CKW).
W wyborach parlamentarnych w 1922 został wybrany z listy PPS w okręgu wyborczym nr 1 (Warszawa). W Sejmie I kadencji był członkiem komisji administracyjnej oraz komisji wojskowej.
Dnia 3 sierpnia 1924 r. dowodził bojówką PPS, która dokonała udanego zamachu na działacza komunistycznego Wiktora Białego.
W maju 1927 ponownie wszedł do Rady Warszawy z ramienia PPS, następnie został przewodniczącym Rady miejskiej (pełnił tę funkcję do 1931). W wyborach parlamentarnych w 1928 ponownie wybrany do Sejmu z ramienia PPS w ramach listy państwowej.
W 1928 po konflikcie z kierownictwem PPS na tle stosunku do rządu i Józefa Piłsudskiego, którego popierał, utworzył ugrupowanie PPS – dawna Frakcja Rewolucyjna, stając na czele Centralnego Komitetu Robotniczego i okręgu w Warszawie, dokonując jednocześnie rozłamu w Związku Parlamentarnym Polskich Socjalistów, tworząc odrębny klub parlamentarny, popierający obóz sanacji.
Był również inicjatorem rozłamu w ruchu związkowych, powołując Centralne Zrzeszenie Klasowych Związków Zawodowych (CZKZZ). Podobnie dokonał podziału w TUR, tworząc Stowarzyszenie Oświaty Robotniczej.
W wyborach parlamentarnych w 1930 nie uzyskał mandatu parlamentarnego (tak jak i inni kandydaci PPS – dawnej Frakcja Rewolucyjna), co wywołało kryzys w partii. W wyniku sporu pomiędzy Jaworowskim a Jędrzejem Moraczewskim, forsującym oderwanie CZKZZ od partii, doszło do rozłamu w tej centrali związkowej. Spowodowało to znaczny spadek wpływów Jaworowskiego i jego partii. W 1939 w istocie PPS – dawna Frakcja Rewolucyjna przestała funkcjonować.
W czasie II wojny światowej członek Służby Zwycięstwu Polski oraz Związku Walki Zbrojnej. Zmarł w Warszawie w kwietniu 1941. Został pochowany w alei głównej na Cmentarzu Komunalnym na Powązkach (kwatera A22-tuje-4).

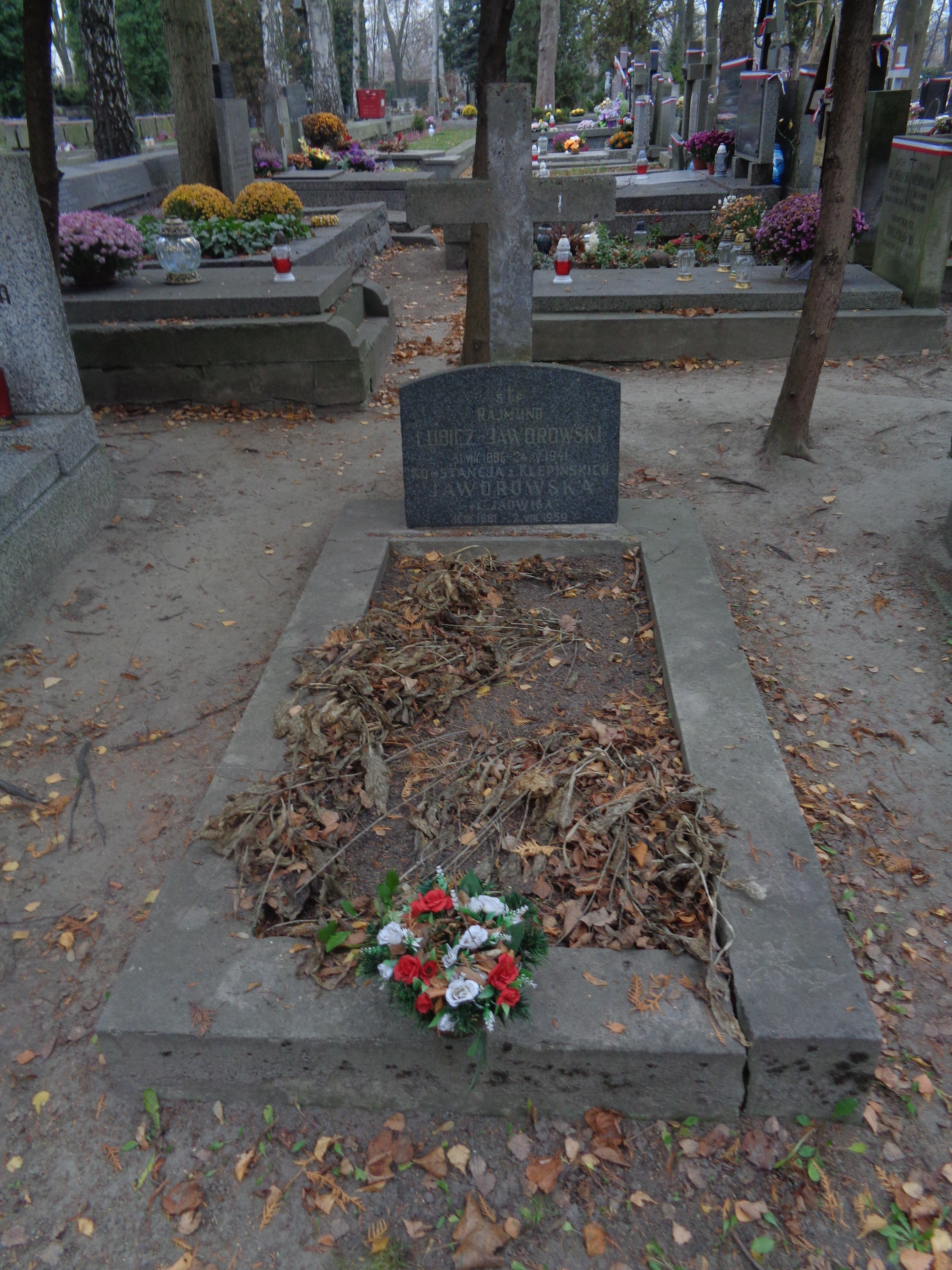
Grób Rajmunda Jaworowskiego na Cmentarzu Wojskowym na Powązkach

Odznaczony m.in. Orderem Wojskowym Virtuti Militari V kl. (17 maja 1922) oraz Krzyżem Niepodległości z Mieczami. Uhonorowany Odznaką Pamiątkową „Pierwszej Kadrowej”.
Żoną Rajmunda była znana działaczka PPS Konstancja Jaworowska. Córka Rajmunda - Janina - wyszła za mąż za Jerzego Staszewskiego (ppor. „Oksza”), oboje zginęli w ostatnim dniu Powstania Warszawskiego (spoczywają na Powązkach).